# Körösszakál
Körösszakál (em romeno: Săcal) é um município da Hungria, situado no condado de Hajdú-Bihar. Tem 15,02 km² de área e sua população em 2015 foi estimada em 833 habitantes.